# Universidad Técnica Gheorghe Asachi de Iași
La Universidad Técnica de Gheorghe Asachi (en rumano: Universitatea Tehnică „Gheorghe Asachi” din Iași; acrónimo: TUIASI) es una universidad pública ubicada en Iași, Rumania. Clasificada por el Ministerio de Educación de Rumanía como universidad de investigación y educación avanzada, es la más antigua en Rumania en el campo de la ingeniería. La Universidad es miembro de la Alianza Rumana de Universidades Técnicas (ARUT).

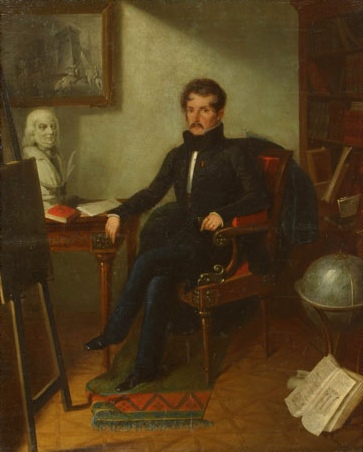
Retrato de Gheorghe Asachi

En 1813, el erudito Gheorghe Asachi estableció en la Academia principesca de Iași los primeros cursos de educación superior en lengua rumana, como la Escuela de Agrimensura e Ingenieros Civiles (Școala de Ingineri Hotarnici și Civili), comenzando con una clase de ingeniería civil que luego se desarrolló dentro de la Academia Mihăileană (1835) y la Universidad de Iași (1860). 
En noviembre de 1910, se creó una sección independiente dentro de la Facultad de Ciencias, la Escuela de Electricidad Industrial. Pronto reconvertida en Instituto de Ingeniería Eléctrica, la escuela fue la primera en su clase en Rumania. Este hito histórico representa lo que se puede considerar el certificado de nacimiento de lo que vino a ser en el Instituto Politécnico de Iași. 
En marzo de 1937, cuando el Parlamento de Rumanía votó una nueva Ley de Educación, los departamentos técnicos de educación superior de la Universidad de Iasi se reorganizaron como facultades y se integraron en la recién establecida Escuela Politécnica Gheorghe Asachi, que era, en ese momento, una de las pocas instituciones de educación superior en Rumania abilitada para emitir títulos de ingeniero. La nueva institución adoptó desde el principio el nombre de Gheorghe Asachi, el fundador de la educación técnica rumana, al tiempo que la profesora Cristea Niculescu-Otin fue elegida su primera rectora. En 1948, se convirtió en el Instituto Politécnico Gheorghe Asachi y, el 17 de mayo de 1993, pasó a llamarse Universidad Técnica Gheorghe Asachi . 

## Clasificación
La Universidad Técnica Gheorghe Asachi ha sido clasificada como la primera entre las instituciones técnicas de educación superior, y la cuarta entre todas las universidades en Rumania, según el ranking nacional de investigación elaborado en base a los criterios de Shanghái.
Según el Scimago Lab, en base a los datos recopilados entre 2007 y 2011, la Universidad Técnica Gheorghe Asachi ocupó el puesto 1258 en el mundo, 70 a nivel regional y 7 en Rumania por número de publicaciones.

## Academia

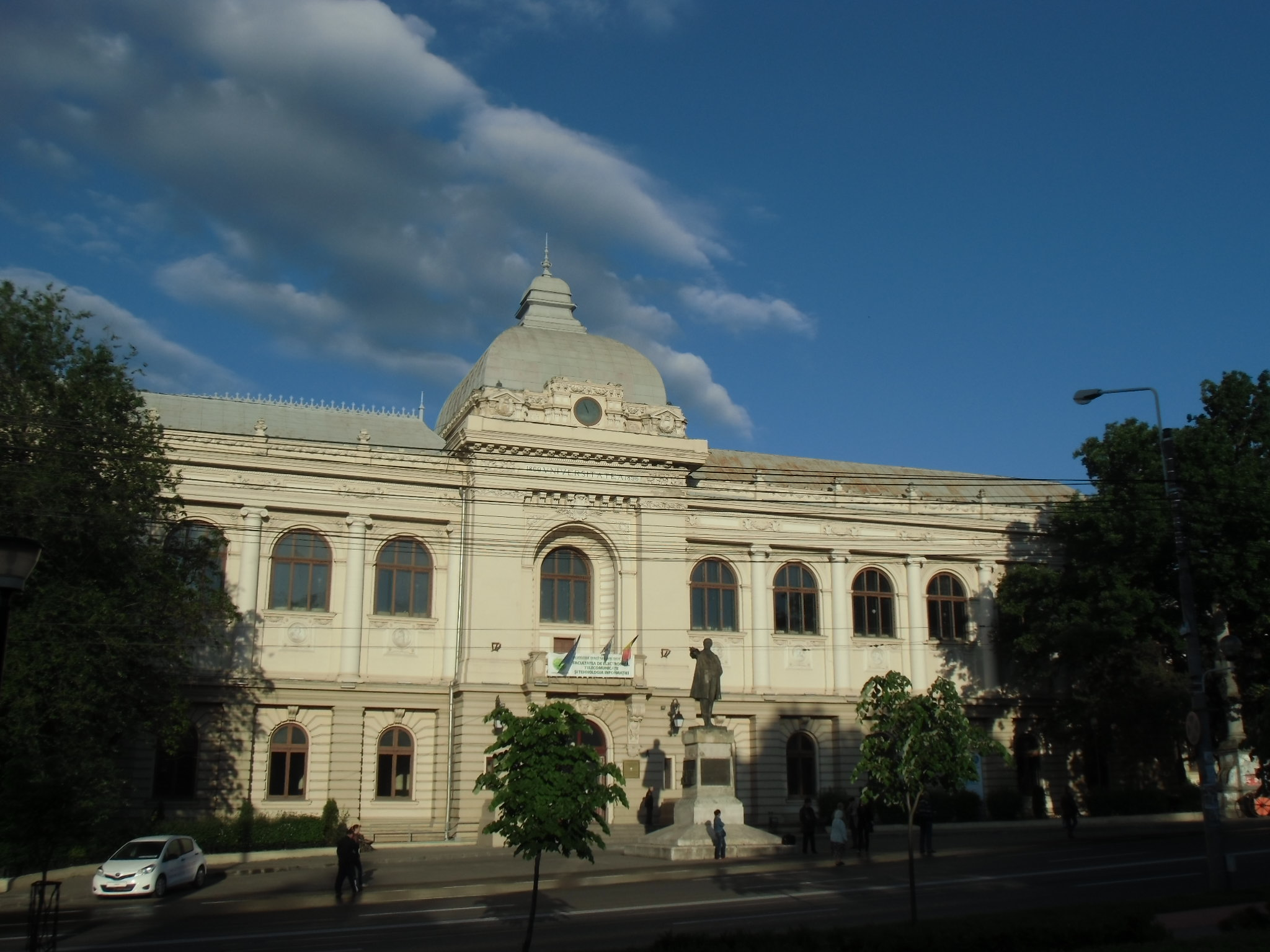
El ala antigua (1893-1897) del Palacio Universitario alberga la Biblioteca Central de la Universidad Técnica y Aula Magna "Carmen Sylva", así como la Facultad de Electrónica.

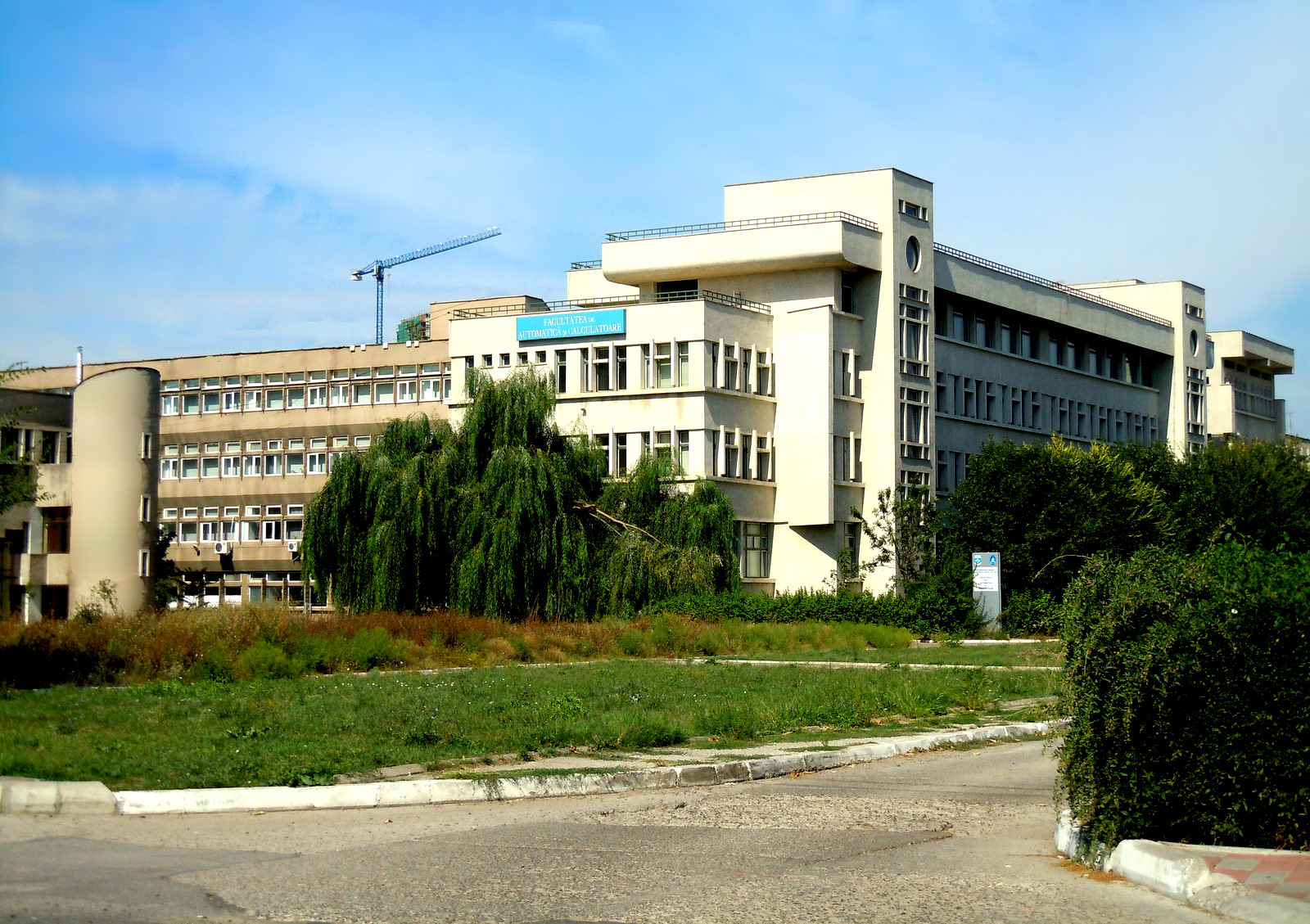
Facultad de Control Automático e Ingeniería Informática

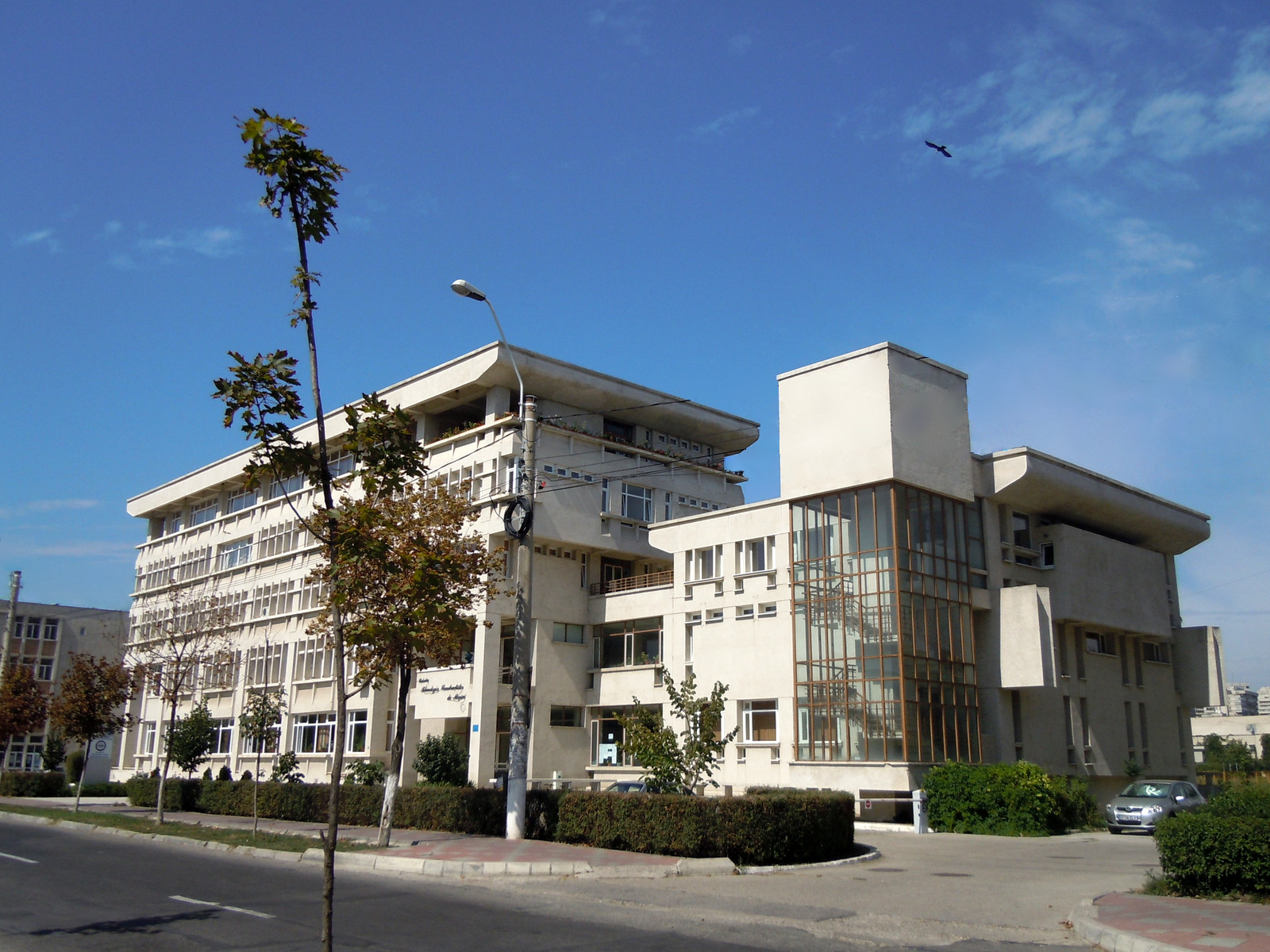
Facultad de Construcción de Máquinas

La Universidad Técnica Gheorghe Asachi está organizada en once facultades y tres departamentos:
- La Facultad de Arquitectura "GM Cantacuzino" se fundó en 1970 como departamento de la Facultad de Ingeniería Civil, y se independizó como facultad en 2003.  Archivado el 27 de agosto de 2013 en Wayback Machine.
- La Facultad de Control Automático e Ingeniería Informática se fundó en 1977 como un departamento de la Facultad de Ingeniería Eléctrica, y se independizó como facultad en 1990. Ofrece programas en Informática y Tecnología de la Información, e Ingeniería de Sistemas.  Archivado el 14 de diciembre de 2017 en Wayback Machine.
- La Facultad de Ingeniería Química y Protección del Medio Ambiente "Cristofor Simonescu" fue fundada en 1912 como una sección independiente de la Facultad de Ciencias de la Universidad de Iași. En 1937, se convirtió en una facultad de la nueva Escuela Politécnica Gheorghe Asachi. Ofrece programas en Ingeniería y Gestión Química y Ambiental.  Archivado el 17 de mayo de 2018 en Wayback Machine.
- La Facultad de Construcciones e Instalaciones (fundada en 1941).
- La Facultad de Ingeniería Eléctrica, Energética e Informática Aplicada, fundada en 1910 como departamento de la Facultad de Ciencias (parte de la Universidad de Iași). En 1937, se constituyó como facultad de la Escuela Politécnica Gheorghe Asachi.
- La Facultad de Electrónica, Telecomunicaciones y Tecnología de la Información se fundó en 1975 como departamento de la Facultad de Ingeniería Eléctrica y se organizó como facultad en 1990. Ofrece programas en Electrónica Aplicada, Tecnologías y Sistemas de Telecomunicaciones, y Microelectrónica, Optoelectrónica y Nanotecnologías .
- La Facultad de Ingeniería Hidrotécnica, Geodesia e Ingeniería Ambiental fue fundada en 1962. Ofrece programas en Ingeniería Civil y Ambiental, y Geodesia .
- La Facultad de Diseño Industrial y Gestión Empresarial, anteriormente conocida como la Facultad de Textiles, Cuero y Gestión Industrial, es la institución de diseño y tecnologías textiles más antigua de Rumanía. Fundada en Bucarest en 1934, bajo el nombre de Escuela Superior de Industria Ligera, entonces Instituto de Industria Ligera, fue trasladada a Iași en 1952 e integrada en el Instituto Politécnico Gheorghe Asachi, en 1955, como la Facultad de Industria Ligera. Ofrece programas en Ingeniería industrial ( diseño industrial, tecnología y diseño textil, tecnología de prendas de punto y confeccionadas, tecnología y diseño para prendas de cuero y sustitutos ), ingeniería química (tecnología química textil, tecnología química para productos de cuero y sustitutos), y Gestión e Ingeniería Económica (Ingeniería industrial, Ingeniería y Gestión de Empresas ).  Archivado el 1 de agosto de 2019 en Wayback Machine.
- La Facultad de Fabricación de Máquinas y Gestión Industrial se fundó en 1948 como un departamento de la Facultad de Ingeniería Mecánica, y se organizó como facultad en 1990. Ofrece programas en Ingeniería Industrial, Ingeniería Mecánica e Ingeniería y Gestión.  Archivado el 13 de octubre de 2022 en Wayback Machine.
- La Facultad de Ciencia e Ingeniería de Materiales se fundó en 1977 como un departamento de la Facultad de Ingeniería Mecánica, y se organizó como facultad en 1990. Ofrece programas en Ingeniería de Materiales, Mecánica e Industrial.  Archivado el 16 de junio de 2007 en Wayback Machine.
- La Facultad de Ingeniería Mecánica, fundada en 1948, ofrece programas en ingeniería automotriz y mecánica, mecatrónica y robótica .  Archivado el 4 de julio de 2007 en Wayback Machine.
- Centro de Investigación y Transferencia de Tecnología Polytech .
- Centro de asesoramiento para orientación profesional y de posgrado.
- Departamento de Formación y Formación Docente.

### Biblioteca
Establecida como una biblioteca técnica de referencia e investigación,  la biblioteca cuenta con más de un millón de volúmenes que cubren una amplia gama de temas en ingeniería y tecnología, ciencia, economía y derecho. Está organizada en una Biblioteca Central, 6 sucursales y 8 departamentos. 

## Programas

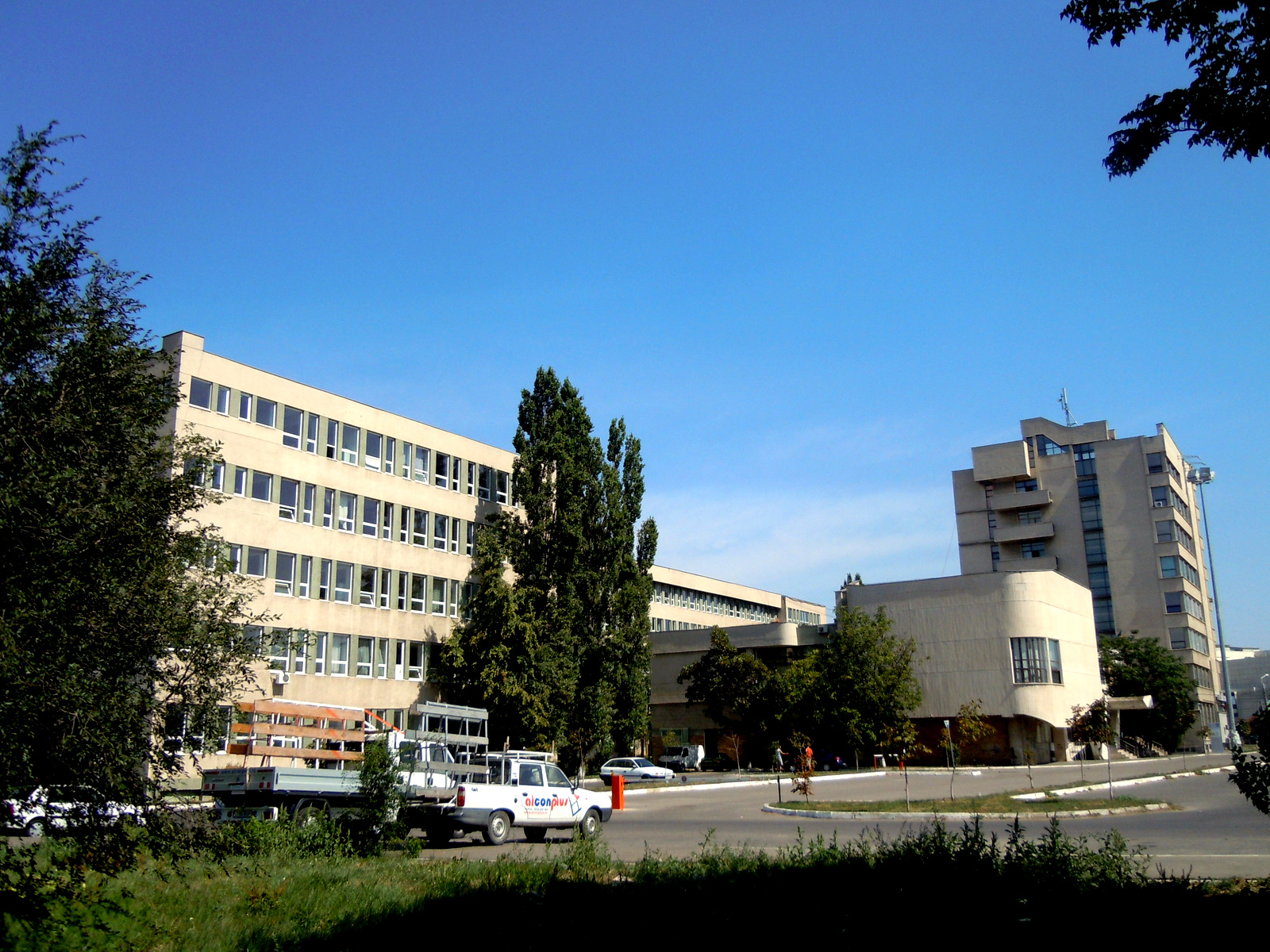
Facultad de Ingeniería Química

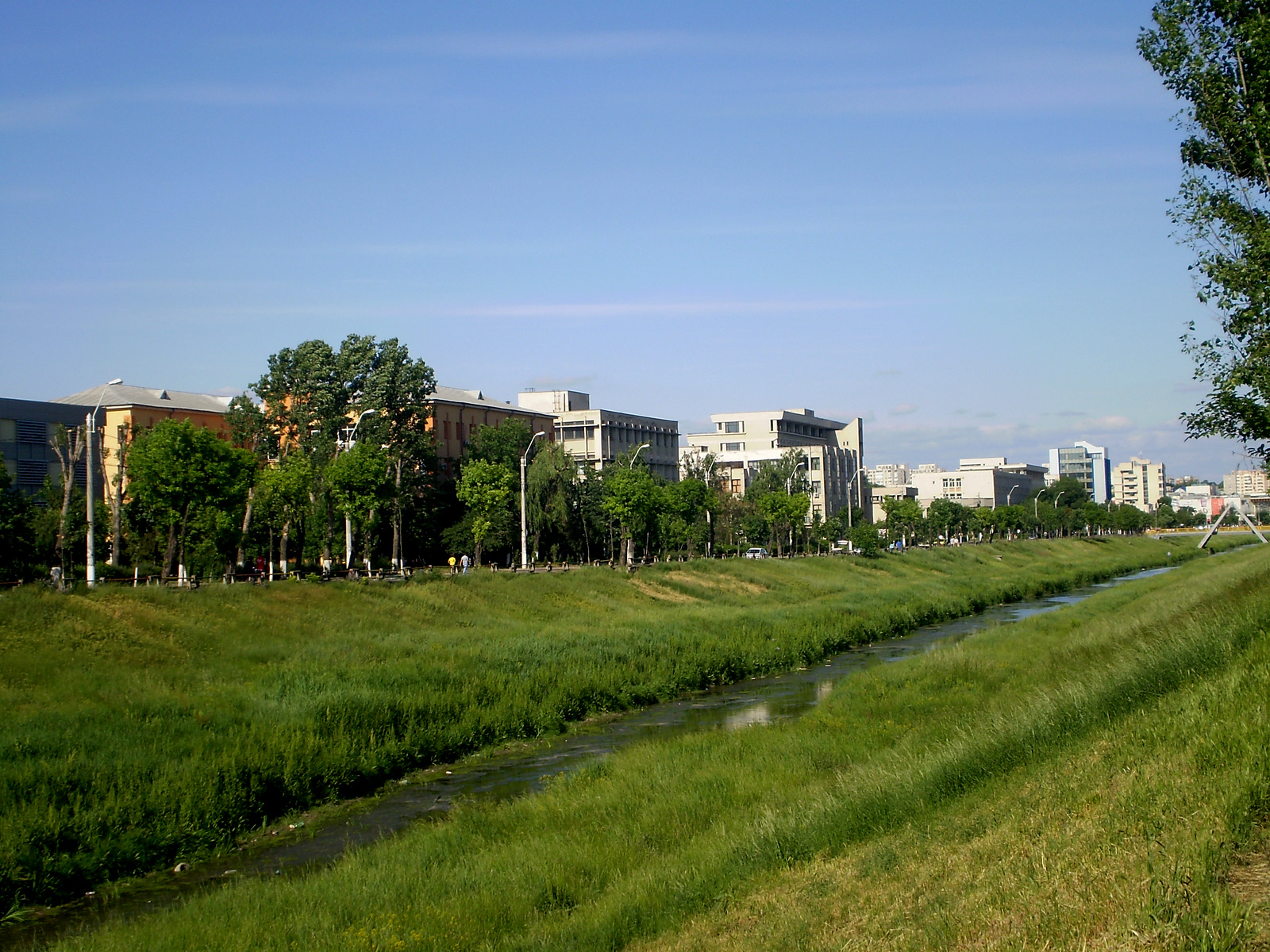
Parte central de los terrenos de la universidad vista desde el río Bahlui

La Universidad Técnica Gheorghe Asachi ofrece programas de 4 años, otorgando el título de grado (ingeniero), y programas de posgrado / posgrado que otorgan los grados de máster y doctor. El grado de "arquitecto" se otorga al final de un programa de 6 años como un programa combinado de grado/máster. También existe una escuela de posgrado de administración y dirección de empresas. 
El año académico consta de dos semestres de 14 semanas, cada uno de los cuales termina con una sesión de examen. La carga horaria semanal es de aproximadamente 28 horas. También hay un período de 3 semanas de colocación industrial durante el verano, mientras que la mitad del semestre final (el octavo) en el último año de estudio, se dedica a completar la tesis y la disertación. 
Los primeros dos años de los programas de cuatro años están dedicados a proporcionar una introducción a la ingeniería, así como los antecedentes necesarios en física y matemáticas. A partir del tercer año, los estudiantes pueden elegir entre una serie de especializaciones. 
Los estudiantes que obtienen un puntaje de al menos 8 de 10 en el "examen de licenciatura" al final de sus cursos de "Ingeniero" son elegibles para presentarse a un examen de ingreso para el curso de máster de 1.5 a 2 años, en función de la especialización elegida. Todos los graduados con un título de máster son elegibles para inscribirse en un programa de doctorado: cursos de tiempo completo (tres años). 

## Administración
La Universidad es administrada por el Senado de la Universidad, que está compuesto por representantes de los once consejos de Facultad. El Senado elige al rector, los vicerrectores y el canciller cada cuatro años. 

## Vida estudiantil

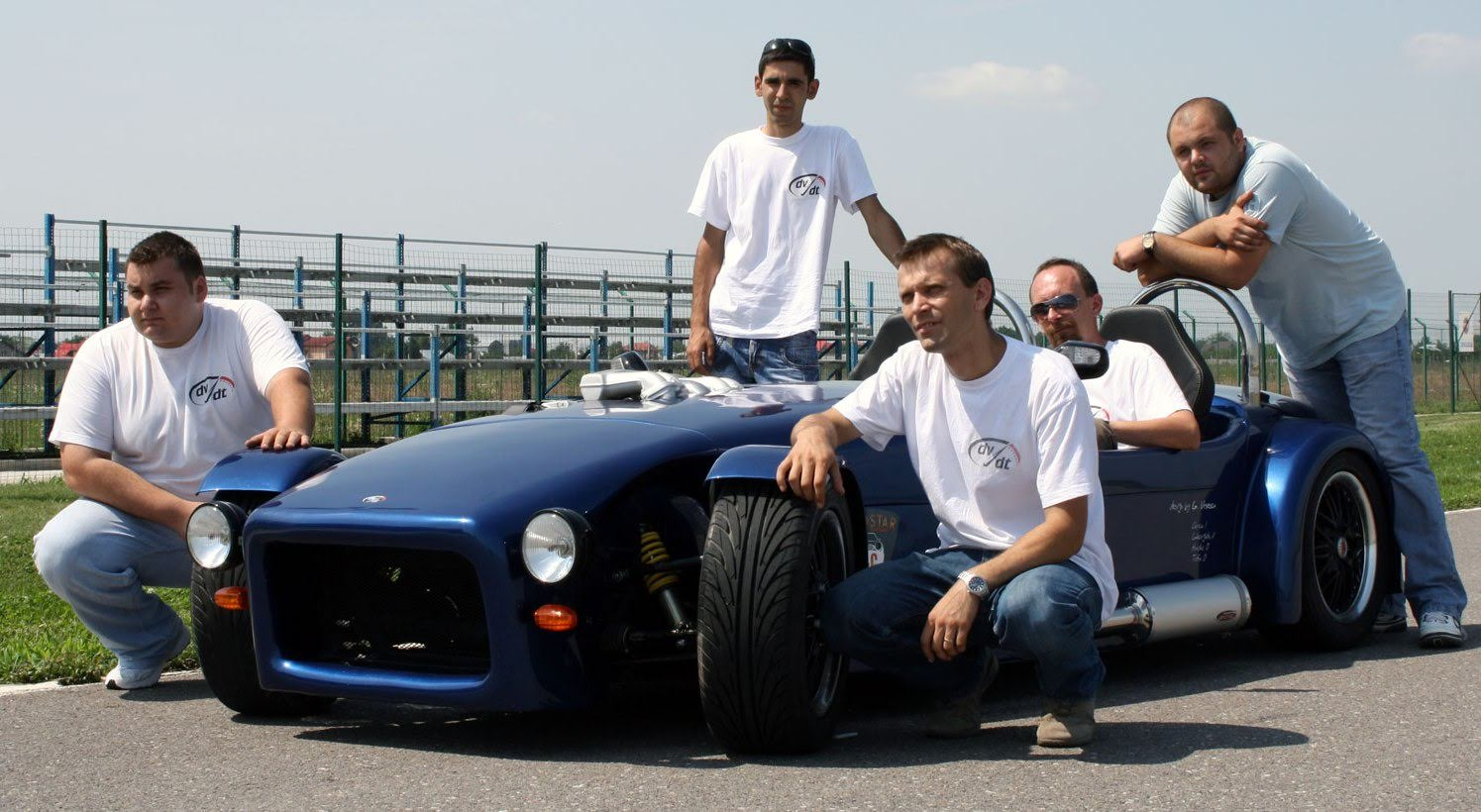
Roadster construido por estudiantes de la Universidad Técnica Gheorghe Asachi de Lasi.

### Alojamiento
El campus universitario tiene capacidad para 8.100 estudiantes, distribuidos en 21 residencias universitarias, en el área del campus Tudor Vladimirescu, que está cerca de los terrenos de la universidad y se encuentra a cinco minutos en coche del centro de la ciudad. Los edificios en el campus están numerados del 1 al 21 y llevan un prefijo con la letra T. La residencia de estudiantes T17 era, en 1987, la residencia de estudiantes más grande de todo el sudeste de Europa .
El vecindario del campus está dominado principalmente por centros comerciales, tiendas minoristas y el río Bahlui . 